# Glyptomorpha intermedia
Glyptomorpha intermedia är en stekelart som först beskrevs av Gyöö Viktor Szépligeti 1901.  Glyptomorpha intermedia ingår i släktet Glyptomorpha och familjen bracksteklar. Inga underarter finns listade i Catalogue of Life.